# Thymoites nentwigi
Thymoites nentwigi es una especie de araña araneomorfa del género Thymoites, familia Theridiidae. Fue descrita científicamente por Yoshida en 1994.
Habita en Krakatoa.